# Rwandas fodboldlandshold
Rwandas fodboldlandshold repræsenterer Rwanda i fodboldturneringer og kontrolleres af Rwandas fodboldforbund.